# Közönséges vasfű
A közönséges vasfű (Verbena officinalis) a vasfűfélék családjába tartozó, kétéves vagy évelő, lágyszárú növény, amely egész Európában őshonos. 
További magyar elnevezései: orvosi vasfű, vasfű, kakascímer, keserűfű, lakatfű, uborkafű.

## Leírása, élőhelye
Gyöktörzse rövid, vízszintesen vagy ferdén helyezkedik el a földben. Ebből nőnek ki a mélyre hatoló orsószerű gyökerek. Levelei átellenesen állnak, a levéllemez érdes, szárnyasan szeldelt vagy háromhasábú, az alsó levelek nyelesek, a felsők ülők. Szára 30–80 cm magas, felálló, elágazó, négyélű, apró szőrökkel fedett az éleken. Virágzata laza bugában álló állfüzér. A párta színe halványlila, június–júliusban nyílik. Termése négy részre eső makkocska.
Igénytelen növény, napos, nyílt helyen lévő gyomtársulásokban fordul elő. Gyökérdugványról vagy magról szaporítható.

## Változatai
Számos változata van. Néhány ezek közül:
- Verbena officinalis var. africana (R. Fern. & Verdc.) Munir (= V. officinalis ssp. africana R.Fern. & Verdc.)
- Verbena officinalis var. eremicola Munir
- Verbena officinalis var. gaudichaudii Briq.
- Verbena officinalis var. macrostachya (F. Muell.) Benth. (= V. macrostachya)
- Verbena officinalis var. monticola Munir
- Verbena officinalis var. officinalis L. (= V. domingensis)

## Felhasználása
Magyarországon a természetes populációit gyűjtik mint gyógynövényt. Drogja a virágos-leveles hajtás.
Felhasználják menstruációs zavarokat enyhítő, tejelválasztást serkentő teakeverékekben. Külsőleg bőrbántalmak kezelésére is javasolt. 
Továbbá nyálkaoldó, immunerősítő, köhögést csillapító hatású, felső légúti hurutok kezelésére használják. A népi gyógyászatban a légző- és emésztőrendszeri panaszok enyhítésére használták, máj- és epebántalmak esetén is. Jó erősítő, étvágyfokozó hatású.

## Hatóanyagai
Iridoid glikozidokat (verbenint, verbenalint stb.), kávésav-származékokat, flavonoidokat és nyomokban illóolajat tartalmaz.